# 階上站
階上站（日语：／ Hashikami eki */?）是東日本旅客鐵道（JR東日本）八戶線沿線的鐵路車站，位於青森縣三戶郡階上町大字道佛字榊山。

## 車站結構
階上站是無人站，由本八戶站負責管理。月台採對向式月台2面2線設計，是八戶線其中一個容許列車交會的車站。

### 月台配置
| 月台 | 路線    | 方向 | 目的地       |
| ---- | ------- | ---- | ------------ |
| 1    | ■八戶線 | 上行 | 鮫、八戶方向 |
| 2    | ■八戶線 | 下行 | 久慈方向     |

## 历史
- 1924年（大正13年）11月10日－本站開業。
- 1962年（昭和37年）10月1日－停辦貨運業務。
- 1987年（昭和62年）4月1日－國鐵分割民營化，本站由JR東日本接手管理。
- 2005年（平成17年）
  - 6月16日－拆除站內的臂木式號誌機。
  - 7月6日－往久慈方向軌道安裝特殊自動閉塞系統。
  - 10月－往鮫方向軌道安裝特殊自動閉塞系統。此後運行管理由盛岡綜合指令室集中管理，取消以路票方式進行管理。
  - 12月10日－本站無人化。廢除站長一職，車站歸本八戶站站長管理。

## 相鄰車站
東日本旅客鐵道
■八戶線
大蛇－階上－角之濱

## 外部連結
- JR東日本－階上站 （页面存档备份，存于）（日語）